# Jean-Marie Leclerc
 (octobre 2021).
Pour l’article ayant un titre homophone, voir Jean-Marie Leclair.
Pour les articles homonymes, voir Leclerc.
Jean-Marie Leclerc est un hématologue québécois. Il travaille au CHU Sainte-Justine de Montréal.
Radio-Canada lui a décerné le titre de scientifique de l'année de Radio-Canada en 1995 pour sa contribution à la réalisation du Centre de cancérologie Charles-Bruneau du CHU Sainte-Justine.

## Honneur
- 1995 - Scientifique de l'année par la Société Radio-Canada